# Deor
Deor (oder The Lament of Deor) ist ein altenglisches Gedicht aus dem 10. Jahrhundert, das im Exeter Book überliefert ist. Es besteht aus 42 alliterierenden Zeilen.

## Titel und Einordnung
Der überlieferte Text trägt – wie mittelalterliche Dichtungen im Allgemeinen – keinen Titel, doch da der Name Deor als Name des Autors mehrfach darin vorkommt, ist er auch als Name des Gedichts akzeptiert.
Es ist schwierig, das Gedicht einem einzigen Genre zuzuordnen. Einerseits lässt es sich wegen seiner Reflexion über die Vergänglichkeit als ein ubi-sunt-Gedicht ("Wo sind sie (geblieben)?") klassifizieren. Aufgrund der melancholischen Grundstimmung ist es auch den Elegien und Trostgedichten zuzuordnen. In der Tradition von Boëthius’ Trost der Philosophie stellen Trostgedichte die persönliche Trauer in den Kontext der Trauer von Figuren der Weltgeschichte.
Zumeist wird Deor in einer Reihe mit anderen melancholischen Gedichten aus dem Exeter Book gesehen, wie The Seafarer, The Wanderer oder The Ruin.

## Sprache und Inhalt
Das Gedicht bietet Verse von außergewöhnlicher Schönheit, die ins Neuenglische zu übertragen für Übersetzer eine große Schwierigkeit darstellt. Es stellt eine Reihe mythologischer und historischer Figuren vor, erzählt kurz von deren Missgeschicken und kehrt dann immer wieder zu dem Refrain „Þæs ofereode, þisses swa mæg!“ („jenes (Unglück) ging vorüber, dieses (Unglück des Autors) mag auch vorübergehen.“) zurück.
Unter den von einem unglücklichen Schicksal geschlagenen Menschen, die von Deor aufgezählt werden, sind 
- Theoderich der Große,
- die Untertanen von Ermanarich, König der Greutungen,
- Wieland, der Schmied aus der Heldensage, der von Nidung gefangengehalten wurde,
- Nidungs Tochter Badhilde, die ein Kind erwartet, nachdem der fliehende Wieland sie vergewaltigt und zwei ihrer Brüder getötet hat.

Am Ende des Gedichts verrät Deor sein eigenes Schicksal: Einst war er ein großer Dichter am Hofe der Heodeninge (vermutlich ein germanisches Volk), bis er durch Heorrenda, einen begabteren Dichter, ersetzt wurde. Heorrenda erhielt Deors Lehen, wodurch Letzterer zur Wanderschaft und zum Exil gezwungen wurde.

## Textproben
Beadohilde ne wæs     hyre bróþra déaþ
on sefan swá sár     swá hyre sylfre þing,
þæt héo gearolíce     ongieten hæfde
þæt héo éacen wæs;     áefre ne meahte
þríste geþencan     hú ymb þæt sceolde.
Þæs oferéode,     ðisses swá mæg. (Vs. 8-13)
Übersetzung: Für Badhilde war der Tod ihrer Brüder
nicht so schmerzhaft in ihrem Sinn wie ihr eigener Zustand
den sie klar erkannt hatte,
dass sie schwanger war; noch hätte sie
ohne Furcht daran denken können, was deswegen getan werden sollte.
Jenes ging vorüber, dieses mag auch vorübergehen.
Þæt ic bí mé sylfum     secgan wille
þæt ic hwíle wæs     Heodeninga scop
dryhtne dýre.     Mé wæs Déor noma;
áhte ic fela wintra     folgað tilne,
holdne hláford     oþ þæt Heorrenda nú
léoðcræftig monn     londryht geþáh
þæt mé eorla hléo     áer gesealde.
Þæs oferéode,     ðisses swá mæg. (Vs. 35-42)
Übersetzung: Dies will ich über mich selbst sagen,
dass ich für eine Weile Hofdichter der Heodeninge war,
meinem Herrn teuer. Mein Name war Deor.
Viele Winter lang hatte ich ein gewinnbringendes Amt,
einen mir gewogenen Herrn, bis nunmehr Heorrenda,
der liedgewaltige Mann, die Landrechte erhielt,
die der Beschützer der Krieger zuvor mir gegeben hatte.
Jenes ging vorüber, dieses mag auch vorübergehen.

## Ähnliche Werke
- Beowulf
- Widsith